# Лобиту
Лоби́ту (уст. Лоби́то; порт. Lobito) — город и муниципалитет в Анголе, в провинции Бенгела. Расположен на берегу Атлантического океана, к северу от эстуария Катумбела, примерно в 35 км от центра провинции, города Бенгела. Средняя высота города составляет 17 м над уровнем моря. Население города по данным на 2014 год составляет около 393,079 человек. После строительства моста через реку Катумбела Лобиту слился с городом Бенгела в единый мегаполис с населением почти в 1 миллион человек. Он считается одним из самых быстроразвивающихся городов Южной Африки.

## История
Город был основан в 1843 году на территории португальского колониального владения Португальская Западная Африка. Является конечным пунктом Бенгельской железной дороги, соединяющей побережье Атлантического океана с югом Демократической Республики Конго. Крупный морской порт.

### Португальское правление
Старый муниципалитет был создан в 1843 году португальской администрацией. Город также был основан в 1843 году по приказу португальской Марии II, а в 1903 году начались работы в его гавани. Однако крупные застройки не стимулировались до завершения в 1928 году важной Бенгельской железной дороги, которая соединила португальскую Анголу с бельгийским Конго.
При португальском правлении порт был одним из самых загруженных в Анголе, экспортируя сельскохозяйственную продукцию из внутренних районов и занимаясь транзитной торговлей. Рыболовство, туризм и услуги также были важны. К примеру, карнавал в Лобиту был также одним из самых известных и популярных в португальской Анголе.

### Независимость
После революции гвоздик 25 апреля 1974 года в Лиссабоне Анголе была предложена независимость. Деятельность порта Лобито была сильно ограничена перебоями в железнодорожном транзите и высокой небезопасностью во время гражданской войны в Анголе (1975—2002 гг.). В условиях мира и стабильности в 2000-х годах Лобито начал процесс восстановления и возобновил свой путь развития.

## Погода
В Лобиту мягкий тропический засушливый климат с небольшими перепадами температур. Зима очень сухая и теплая, а лето относительно влажное и жаркое.
| Показатель                                              | Янв. | Фев. | Март  | Апр. | Май  | Июнь | Июль | Авг. | Сен. | Окт. | Нояб. | Дек. | Год   |
| ------------------------------------------------------- | ---- | ---- | ----- | ---- | ---- | ---- | ---- | ---- | ---- | ---- | ----- | ---- | ----- |
| Абсолютный максимум, °C                                 | 35,0 | 35,0 | 34,4  | 35,6 | 33,3 | 33,3 | 28,9 | 29,4 | 28,3 | 30,6 | 33,9  | 32,8 | 35,6  |
| Средний суточный максимум, °C                           | 28,3 | 29,4 | 30,6  | 30,0 | 28,3 | 25,6 | 23,3 | 23,3 | 24,4 | 26,1 | 28,3  | 28,3 | 27,2  |
| Средний суточный минимум, °C                            | 25,3 | 26,4 | 27,2  | 27,0 | 25,0 | 22,2 | 20,3 | 20,0 | 21,4 | 20,6 | 22,2  | 22,2 | 20,9  |
| Абсолютный минимум, °C                                  | 22,2 | 23,3 | 23,9  | 23,9 | 21,6 | 18,9 | 17,2 | 16,7 | 18,3 | 20,6 | 22,2  | 22,2 | 20,9  |
| Норма осадков, мм                                       | 20,3 | 38,1 | 119,4 | 53,3 | 2,5  | 0    | 0    | 1,3  | 2,5  | 30,5 | 25,4  | 61,0 | 354,0 |
| Источник: Sistema de Clasificación Bioclimática Mundial |      |      |       |      |      |      |      |      |      |      |       |      |       |

## Транспорт
Лобито — конечная остановка Бенгельской железной дороги.